# Gran Premi di automobilismo 1907

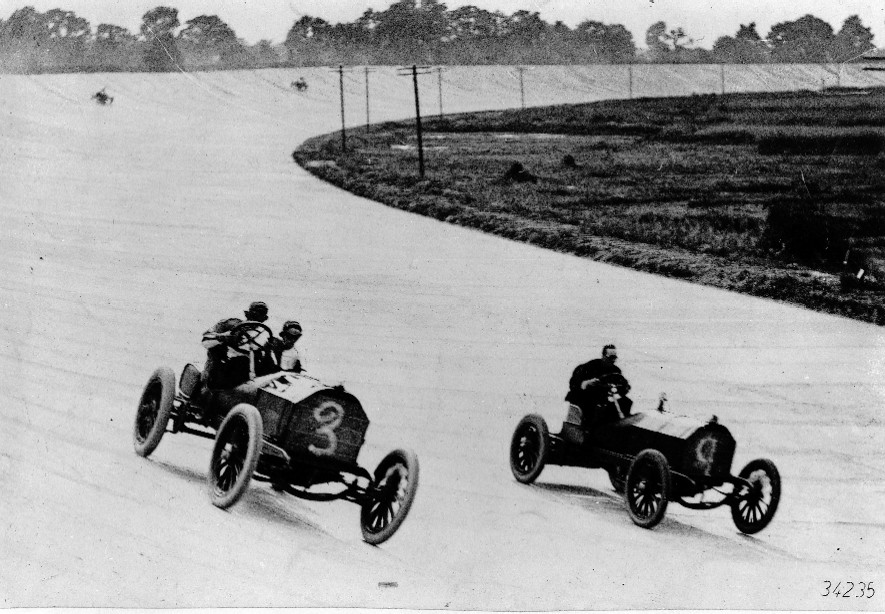
I piloti Dario Resta e J. E. Hutton impegnati nel Gran Premio di Francia 1907

La stagione dei Gran Premi del 1907 fu la seconda organizzata in seno ai Gran Premi di automobilismo.

## Grand prix della stagione

### Grandi prove
| Nome                   | Circuito | Data     | Vincitore      | Auto | Resoconto |
| ---------------------- | -------- | -------- | -------------- | ---- | --------- |
| Gran Premio di Francia | Dieppe   | 2 luglio | Felice Nazzaro | FIAT | Resoconto |

### Altri grand prix
| Nome                          | Circuito    | Data           | Vincitore           | Auto             | Resoconto |
| ----------------------------- | ----------- | -------------- | ------------------- | ---------------- | --------- |
| Coppa delle Vetturette        | Madonie     | 18 aprile      | Louis Naudin        | Sizaire-Naudin   | Resoconto |
| Targa Florio                  | Madonie     | 22 aprile      | Felice Nazzaro      | Fiat             | Resoconto |
| Kaiser Preis                  | Taunus      | 13 e 14 giugno | Felice Nazzaro      | Fiat             | Resoconto |
| Circuito delle Ardenne        | Bastogne    | 25 luglio      | John Moore-Brabazon | Minerva          | Resoconto |
| Circuito delle Ardenne        | Bastogne    | 27 luglio      | Pierre de Caters    | Mercedes         | Resoconto |
| Cìrcuito Siciliano Vetturette | Palermo     | 13 agosto      | Vincenzo Florio     | De Dion-Bouton   | Resoconto |
| Coppa Florio                  | Brescia     | 1 settembre    | Ferdinando Minoia   | Isotta-Fraschini | Resoconto |
| Coppa della velocità          | Brescia     | 2 settembre    | Alessandro Cagno    | Itala            | Resoconto |
| Corsa Vetturette Madonie      | Madonie     | 10 ottobre     | Paolo Tosca         | De Dion-Bouton   | Resoconto |
| Coupe des Voiturettes         | Rambouillet | 28 ottobre     | Louis Naudin        | Sizaire-Naudin   | Resoconto |